# Colette Aitelli
Colette Anne Alice Aitelli (verheiratete Chauvet; * 3. März 1932 in Toulon; † 9. August 2018 ebenda) war eine französische Sprinterin.
Bei den Leichtathletik-Europameisterschaften 1950 in Brüssel wurde sie Sechste über 100 m und Vierte in der 4-mal-100-Meter-Staffel.
1950 wurde sie Französische Meisterin über 100 m und 1951 über 60 m. Ihre persönliche Bestzeit über 100 m von 12,1 s stellte sie am 10. Juni 1950 in Marseille auf.